# ميخائيل كوكس (لاعب كريكت)
ميخائيل كوكس (26 أبريل 1957 في أستراليا - ) (بالإنجليزية: Michael Cox)‏ هو لاعب كريكت أسترالي. لعب مع فريق غرب أستراليا للكريكت ‏.

## وصلات خارجية
- مايكل كوكس على موقع إي آس بي آن كريك إنفو (الإنجليزية)